# Logo (телеканал)
Logo — американський кабельний телеканал, спочатку орієнтований на ЛГБТ-аудиторію, однак з 2012 року позиціонує себе як культурний і лайв-стайл-телеканал. Входить в мережу каналів MTV, що належить компанії Viacom. «Logo» був запущений в червні 2005 року. До лютого 2009 канал був доступний в 35 млн американських домогосподарств і входив у число 25 найбільших ЗМІ США.

Logo TV логотип, який використовувався з 2005 по 2012 рік

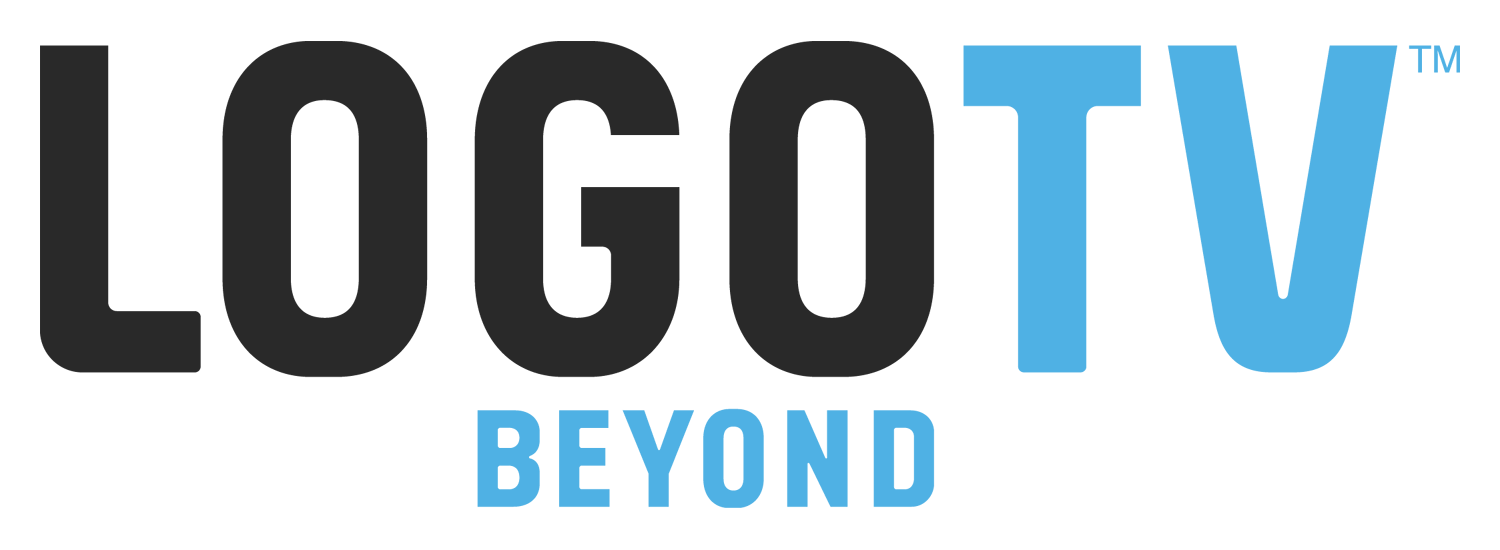
Logo TV (2012—2015)

У програмі «Logo» фільми та серіали (спочатку в більшості ЛГБТ-тематики), реаліті-шоу, програми про подорожі, документальне кіно, новини, музика і т. д. З 2007 року канал знімає власні фільми. 2008 «Logo» представив 15 відеоблогів для своїх глядачів. Щорічно канал вручає власну премію «NewNowNext».
У квітні 2011 року компанія Logo придбала права на трансляцію британського комедійного серіалу «Абсолютно чудові» та була співпродюсером трьох спеціальних випусків шоу протягом 2011 та 2012 років разом із BBC та BBC America.
З 2012 року телеканал вирішив розширити свою цільову аудиторію і позиціонує себе як культурний лайв-стайл-телеканал. Дане рішення викликало критику з боку певної частини ЛГБТ-аудиторії.
Той факт, що ЛГБТ-тематичний канал отримав назву «Logo», спонукав деяких глядачів до роздумів, що букви «l» і «g» стосуються «лесбійок» і «геїв», але, за словами керівників компанії, назва нічого не означає. На сайті каналу повідомляється:
Ми обрали назву «Logo TV», тому що логотип — це ідентифікація, і немає нічого важливішого, ніж мати власну унікальну ідентичність і змусити її працювати на вас. Ваш логотип — це ваш символ, це те, що ви виставляєте з гордістю, це те, ким ви є, і це те, ким є ми.